# 베르니나 수오트역
베르니나 수오트역(Bernina Suot)은 스위스 그라우뷘덴주의 폰트레시나 시정촌에 있는 기차역이다. 이전에 베르니나호이저역(Berninahäuser)으로 알려졌다. 그것은 래티셰 철도의 베르니나선에 위치하고 있다.
역에는 2개의 관통 선로와 2개의 플랫폼과 역 건물이 있다. 사이딩도 있고, 눈사태 방지 건물에는 라인의 제설기에서 사용할 턴테이블이 있다.
역은 1910년에 노선과 함께 개통되었으나, 1993년에 철도와 역 건물이 재건되었다.

## 운행편
다음 서비스는 베르니나 수오트에서 정차한다.
- 레기오 : 생모리츠와 티라노 간 매시간 간격 운행